# Anu Malik
Anu Malik (Hindi: अनु मलिक), nato Anwar Sardaar Malik, (Mumbai, 2 novembre 1960) è un compositore indiano, specializzato nel cinema di Bollywood. È inoltre spesso anche cantante di alcune delle sue composizioni.
Figlio del compositore veterano Sardar Malek, Anu Malik debutta come compositore nel 1977. Dopo una lunghissima gavetta, negli anni novanta, Malik firma la colonna sonora di pellicole di grande successo come Baazigar (1993), Akele Hum Akele Tum (1996), Kareeb (1997), Border (1997), Refugee (2000), Fiza (2000), Ashoka (2001), Aks (2001), Filhal (2002), LOC Kargil (2003), Main Hoon Na (2004), Murder (2004), Kambakkht Ishq (2009) e molti altri, che rendono Malik uno dei più celebri compositori dell'industria cinematografica indiana.
All'inizio degli anni duemila, Anu Malik ha vinto il National Film Award per il lavoro svolto per il film Refugee di J.P. Dutta, oltre che il Filmfare Special Jury Award per il suo "eccezionale contributo" alla musica. Fra gli altri riconoscimenti ricevuti nel corso della sua carriera si possono citare anche due Filmfare Best Music Director Award per Main Hoon Na e per Baazigar. In totale Anu Malik è stato nominato quattordici volte nella categoria Best Music Director Award.
Dal 2004 Anu Malik è inoltre uno dei giudici del talent show Indian Idol.